# Домбрувка-Морська
Домбрувка-Морська (пол. Dąbrówka Morska) — село в Польщі, у гміні Щурова Бжеського повіту Малопольського воєводства.
Населення — 159 осіб (2011).
У 1975-1998 роках село належало до Тарновського воєводства.

## Демографія
Демографічна структура станом на 31 березня 2011 року:
|          | Загалом | Допрацездатний вік | Працездатний вік | Постпрацездатний вік |
| -------- | ------- | ------------------ | ---------------- | -------------------- |
| Чоловіки | 78      | 18                 | 48               | 12                   |
| Жінки    | 81      | 18                 | 45               | 18                   |
| Разом    | 159     | 36                 | 93               | 30                   |